# Dirk Ettrichrätz
Dirk Ettrichrätz (* 16. August 1967) ist ein deutscher ehemaliger Fußballspieler, der in den 1980er Jahren beim FC Rot-Weiß Erfurt in der DDR-Oberliga, der höchsten Liga im DDR-Fußball aktiv war. 

## Sportliche Laufbahn
Erstmals im DDR-weiten Fußballspielbetrieb wurde Dirk Ettrichrätz bekannt, als er 1984 mit dem FC Rot-Weiß Vizemeister bei der DDR-Jugendmeisterschaft wurde. Die ersten Spiele im Männerbereich bestritt Ettrichrätz in der Saison 1985/86 mit der 2. Mannschaft des FC Rot-Weiß in der zweitklassigen DDR-Liga. In den 34. ausgetragenen Spielen wurde er als Mittelfeldspieler in elf Begegnungen eingesetzt und erzielte dabei zwei Tore. Da die Mannschaft am Saisonende absteigen musste, absolvierte Ettrichrätz die Spielzeit 1986/87 in der drittklassigen Bezirksliga. 
In der Saison 1987/88 kam Ettrichrätz zu seinen ersten sieben Oberligaeinsätzen. In der Rückrunde wurde er als Mittelfeldspieler siebenmal aufgeboten. Seine letzte Saison für Rot-Weiß Erfurt bestritt er in der Saison 1988/89. Diese neun Begegnungen absolvierte er wie bisher im Mittelfeld bis zum 22. Spieltag. 
Anschließend wechselte Ettrichrätz für zwei DDR-Ligaspiele zur BSG Robotron Sömmerda. Zur Saison 1989/90 schloss er sich dem DDR-Ligisten Union Mühlhausen an, wo er in den 17. Hinrundenspielen als Abwehrspieler 16 Begegnungen absolvierte. Danach stieg die Mannschaft aus der DDR-Liga ab. 
In den Spielzeiten 1991/92 und 1992/93 gehörte Ettrichrätz zum Kader des Rheinländischen Verbandsligisten VfB Wissen, mit dem er jeweils 37 Punktspiele bestritt.